# El Trigo
El Trigo es una localidad argentina del partido de Las Flores, en la provincia de Buenos Aires.

## Ubicación
Se encuentra sobre la ruta provincial 91 a 35 km pavimentados de la ciudad de Las Flores, a 45 km de Saladillo y a 218 km de Buenos Aires.

## Población
Cuenta con 43 habitantes (Indec, 2010), lo que representa un descenso del 17% frente a los 52 habitantes (Indec, 2001) del censo anterior.
| Gráfica de evolución demográfica de El Trigo entre 1991 y 2010 |
|                                                                |
| Fuente: Censos nacionales del INDEC                            |